# Acanthochondria vancouverensis
Acanthochondria vancouverensis – gatunek widłonoga z rodziny Chondracanthidae. Nazwa naukowa tego gatunku skorupiaków została opublikowana w 1984 roku przez kanadyjskiego parazytologa polskiego pochodzenia Zbigniewa Kabatę. Gatunek został ujęty w Catalogue of Life.